# Aethalura submuraria
Aethalura submuraria är en fjärilsart som beskrevs av Walker 1860. Aethalura submuraria ingår i släktet Aethalura och familjen mätare. Inga underarter finns listade i Catalogue of Life.